# Alexandra de Dinamarca
Alexandra de Dinamarca, reina del Regne Unit (Copenhaguen 1844-Londres 1925). Princesa de Gal·les (1863 - 1901) i Reina consort del Regne Unit (1901 - 1911).

## Naixement i Educació
Primera filla del rei Cristià IX de Dinamarca i de la seva esposa la princesa Lluïsa de Hessen-Kassel. El que amb el pas del temps seria el rei Cristià de Dinamarca en el moment de néixer la seva primera filla la futura princesa de Gal·les, no era res més que un duc molt menor de la casa reial danesa que tenia els seus dominis enmig del Ducat de Schleswig-Holstein-Sondenburg-Glücksburg. A causa de l'existència de la llei sàlica i al fet que la seva esposa fos filla d'una princesa danesa i reunís en el seu si certs drets successoris feren que les potències decidissin atorgar a Cristià la posició de príncep hereu al tron de Dinamarca. Com hem dit el rei Cristià era fill del duc Frederic Guillem IV de Schleswig-Holstein-Sondenburg-Glücksburg i de la princesa Lluïsa Carolina de Hessen-Kassel. Per la seva banda, la mare de la futura princesa de Gal·les, era filla del príncep Frederic de Hessen-Kassel i de la princesa Carolina de Nassau-Usingen.
Criada en un ambient d'extrema austeritat, la seva família posseïa unes rendes relativament escasses, essent allunyada dels ambients de les grans corts europees.

## Matrimoni
La jove princesa danesa fou la primera de la família en contraure matrimoni i sense dubte el seu brillant enllaç permeté que la resta de germanes i germans poguessin contraure amb sobirans de primer ordre.
Casada l'any 1863 amb el futur rei Eduard VII del Regne Unit llavors príncep de Gal·les. Es convertí al llarg del temps amb la reina del Regne Unit. Eduard era fill del reina Victòria I del Regne Unit i del príncep Albert de Saxònia-Coburg Gotha.
Del matrimoni en nasqueren cinc fills:
- SAR el príncep Albert Víctor, duc de Clarence, nascut l'any 1864 a Windsor i mort a Londres el 1891.

- SM el rei Jordi V del Regne Unit, nascut a Londres el 1865 i mort a Sandringham el 1936. Casat el 1894 amb la princesa Maria de Teck.

- SAR la princesa reial Lluïsa, duquessa de Fife, nascuda a Londres el 1867 i morta a Londres el 1931. Es casà el 1889 amb lord Alexandre Duff.

- SAR la princesa Victòria nascuda a Londres el 1868 i morta el 1935 a Londres.

- SM la reina Maud del Regne Unit, nascuda a Londres el 1869 i morta a Londres el 1938. Es casà el 1896 amb el príncep Cristià de Dinamarca posteriorment elegit rei Haakon VII de Noruega.

## Princesa de Gal·les i Reina del Regne Unit

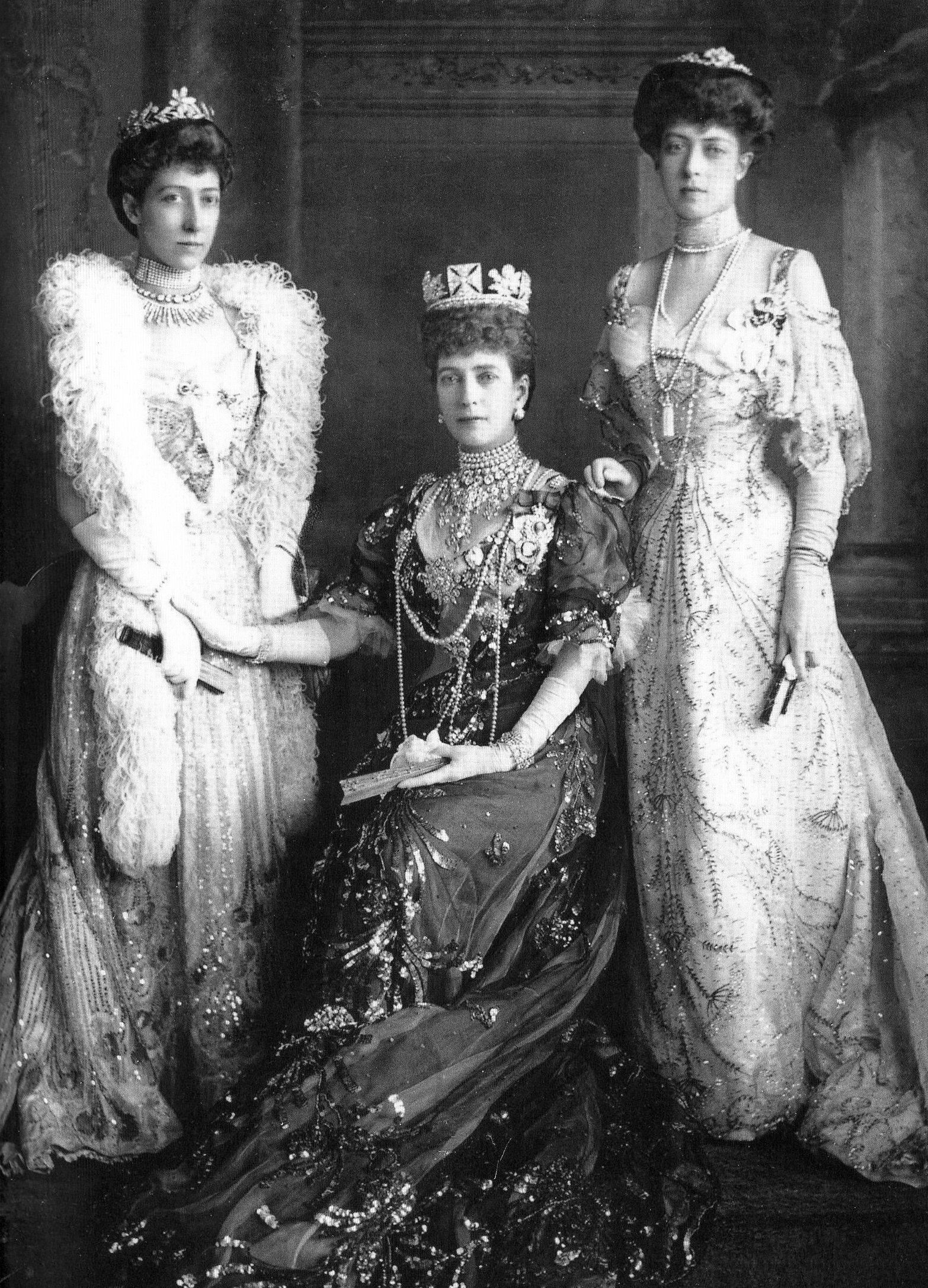
Alexandra de Dinamarca

Després del casament la parella s'instal·là a Malborough House a Londres i compraren la finca campestre de Sandringham House que era la residència preferida dels joves prínceps de Gal·les. El matrimoni fou feliç i funcionà relativament bé tot i les infidelitats del seu marit amb múltiples amants
La jove danesa introduí nous costums a la Cort molt més sans, l'amor a l'esport, sobretot als d'hivern o l'equitació. Introduí també el gust per la moda, convertint-se ella mateixa en un referent de moda i de bellesa. Alexandra modernitzà en gustos i costums una cort encarcarada i fosca des de la mort del príncep consort.
La mort del seu fill el duc de Clarence i la caiguda dels Romanov, la seva germana, la princesa Dagmar de Dinamarca, era la tsarina viuda mare del tsar Nicolau II de Rússia li suposaren cops molt importants. Els últims anys de la seva vida es retirà a Sandringham on visqué en companyia de la seva germana la tsarina Maria F'dorova i altres grans ducs russos.
Alexandra morí l'any 1926 a Malborough House a Londres on havia viscut des del seu casament.